# Grand Prix automobile des Pays-Bas 1974
Résultats du Grand Prix des Pays-Bas de Formule 1 1974 qui a eu lieu sur le circuit de Zandvoort le 23 juin 1974.

## Classement
| Pos  | N° | Pilote               | Voiture           | Tours | Temps/Abandon        | Grille | Points |
| ---- | -- | -------------------- | ----------------- | ----- | -------------------- | ------ | ------ |
| 1    | 12 | Niki Lauda           | Ferrari           | 75    | 1 h 43 min 00 s 35   | 1      | 9      |
| 2    | 11 | Clay Regazzoni       | Ferrari           | 75    | + 8 s 25             | 2      | 6      |
| 3    | 5  | Emerson Fittipaldi   | McLaren-Ford      | 75    | + 30 s 27            | 3      | 4      |
| 4    | 33 | Mike Hailwood        | McLaren-Ford      | 75    | + 31 s 29            | 4      | 3      |
| 5    | 3  | Jody Scheckter       | Tyrrell-Ford      | 75    | + 34 s 28            | 5      | 2      |
| 6    | 4  | Patrick Depailler    | Tyrrell-Ford      | 75    | + 51 s 52            | 8      | 1      |
| 7    | 28 | John Watson          | Brabham-Ford      | 75    | + 1 min 13 s 95      | 13     |        |
| 8    | 1  | Ronnie Peterson      | Lotus-Ford        | 73    | + 2 tours            | 10     |        |
| 9    | 8  | Rikky von Opel       | Brabham-Ford      | 73    | + 2 tours            | 23     |        |
| 10   | 10 | Vittorio Brambilla   | March-Ford        | 72    | + 3 tours            | 15     |        |
| 11   | 2  | Jacky Ickx           | Lotus-Ford        | 71    | + 4 tours            | 18     |        |
| 12   | 7  | Carlos Reutemann     | Brabham-Ford      | 71    | + 4 tours            | 12     |        |
| Dsq. | 22 | Vern Schuppan        | Ensign-Ford       | 69    | Disqualifié          | 17     |        |
| Abd. | 6  | Denny Hulme          | McLaren-Ford      | 65    | Allumage             | 9      |        |
| Abd. | 37 | François Migault     | BRM               | 60    | Boîte de vitesses    | 25     |        |
| Abd. | 20 | Arturo Merzario      | Iso Marlboro-Ford | 54    | Boîte de vitesses    | 21     |        |
| Abd. | 27 | Guy Edwards          | Lola-Ford         | 36    | Alimentation essence | 14     |        |
| Abd. | 17 | Jean-Pierre Jarier   | Shadow-Ford       | 28    | Embrayage            | 7      |        |
| Abd. | 14 | Jean-Pierre Beltoise | BRM               | 18    | Boîte de vitesses    | 16     |        |
| Abd. | 26 | Graham Hill          | Lola-Ford         | 16    | Boîte de vitesses    | 19     |        |
| Abd. | 15 | Henri Pescarolo      | BRM               | 15    | Tenue de route       | 24     |        |
| Abd. | 19 | Jochen Mass          | Surtees-Ford      | 8     | Transmission         | 20     |        |
| Abd. | 24 | James Hunt           | Hesketh-Ford      | 2     | Collision            | 6      |        |
| Abd. | 16 | Tom Pryce            | Shadow-Ford       | 0     | Collision            | 11     |        |
| Abd. | 9  | Hans-Joachim Stuck   | March-Ford        | 0     | Accident             | 22     |        |
| Nq.  | 23 | Tim Schenken         | Trojan-Ford       |       | Non qualifié         |        |        |
| Nq.  | 21 | Gijs Van Lennep      | Iso Marlboro-Ford |       | Non qualifié         |        |        |

Légende :
- Abd.=Abandon

## Pole position et record du tour
- Pole position : Niki Lauda en 1 min 18 s 31 (vitesse moyenne : 194,274 km/h).
- Tour le plus rapide : Ronnie Peterson en 1 min 21 s 44 au 63e tour (vitesse moyenne : 186,807 km/h).

## Tours en tête
- Niki Lauda : 75 (1-75)

## À noter
- 2e victoire pour Niki Lauda.
- 51e victoire pour Ferrari en tant que constructeur.
- 51e victoire pour Ferrari en tant que motoriste.
- Disqualification de Vern Schuppan pour avoir fait changer une roue hors des stands.